# Kauerluoto
Kauerluoto är en ö i Finland. Den ligger i sjön Saimen och i kommunerna Taipalsaari, Puumala och Puumala och landskapen  Södra Karelen och Södra Savolax, i den södra delen av landet, 210 km nordost om huvudstaden Helsingfors. Öns area är 0,4 hektar och dess största längd är 100 meter i sydöst-nordvästlig riktning.